# Стефан X (папа)
Папа Стефан IX (X) (на латински: Stephanus.PP.IX), роден Фредерик дьо Лорен (на френски: Frédéric de Lorraine) е глава на Католическата църква, 154-тия папа в Традиционното броене.
Заема папския престол по-малко от година - от 3 август 1057 г. до 29 март 1058 г. По време на своя понтификат се опитва да укрепи властта на Ватикана.